# Futbol'nyj Klub Dinamo Moskva
Il Futbol'nyj Klub Dinamo Moskva (in russo Динамо Москва Футбольный клуб?), meglio nota come Dinamo Moskva e in lingua italiana come Dinamo Mosca, è la sezione calcistica dell'omonima polisportiva russa di Mosca, dove nacque nel 1922.
A livello internazionale il suo maggior successo è il raggiungimento della finale nell'edizione 1971-72 della Coppa delle Coppe, persa per 3-2 contro i Rangers.
La Dinamo Mosca è celebre anche per il fatto che la sua porta fu difesa, dal 1949 al 1971, dal portiere Lev Jašin, detto il Ragno Nero, ritenuto dall'IFFHS il miglior portiere del XX secolo.
Dopo la demolizione dello stadio Dinamo, gioca le sue partite interne nella nuova VTB Arena da 27 000 posti.

## Storia
Il club trae le sue origini dal Morozovcy Orechovo Zuevo Moskva, fondato come squadra di una fabbrica nel 1887 dall'inglese Clement Charnock. Nel 1906 venne rinominato in OKS Moskva, e si contraddistinse per la vittoria, consecutiva, dei campionati regionali di Mosca dal 1910 al 1914.
Dopo la rivoluzione russa del 1917, il club venne posto sotto il controllo del Ministero dell'Interno, guidato da Felix Dzerzhinsky, comandante della prima polizia segreta dell'Unione Sovietica, la famigerata Čeka. La società venne perciò rinominata Dinamo Moskva nel 1923, e, proprio per la sua vicinanza alla politica era malvista dagli altri club, in particolar modo dalla tifoseria che soprannominava la squadra come "ladri".
La Dinamo vinse due campionati sovietici nel 1936 e nel 1937, e la Coppa dell'Unione Sovietica del 1937, vincendo nuovamente i titoli nel 1940 e nel 1945. Al termine della seconda guerra mondiale la Dinamo fu anche la prima squadra a effettuare un tour in Occidente, durante la visita nel Regno Unito nel 1945: completamente sconosciuti, i giocatori sovietici impressionarono la stampa e i tifosi inglesi, pareggiando per 3-3 contro il Chelsea, vincendo per 10-1 contro il Cardiff City, e battendo l'Arsenal, rinforzato dalla presenza di Stanley Matthews e Stan Mortensen per 4-3, per concludere poi la tournée per 2-2 contro i Rangers. Di questa vicenda è anche stato realizzato un film russo del 2022, dal titolo Odinnadtsat' molčalivych mužčhin (Eleven Silent Men nella versione inglese).
Il Campionato sovietico vinto nel 1949 fu quello dei record. In 34 partite la Dinamo segnò 104 reti subendone appena 30 (+74), un record di gol fatti e differenza reti tuttora imbattuto in Russia.
Gli anni cinquanta videro un predominio quasi incontrastato della Dinamo a livello nazionale, con la vittoria di ben cinque campionati sovietici tra il 1949 e il 1959, e con la conquista della loro seconda Coppa sovietica nel 1953. Nel 1972 fallirono a Barcellona la conquista della Coppa delle Coppe contro il Rangers. Con la vittoria dell'undicesimo titolo, nel 1976, il club si piazzò al terzo posto dell'albo d'oro alle spalle della Dinamo Kiev (13 titoli) e dello Spartak Mosca (12 titoli).
Dopo la dissoluzione dell'Unione Sovietica il club ha perso lo smalto di un tempo, vincendo solamente la Coppa di Russia del 1995. La Dinamo Mosca viene eliminata agli Ottavi di Finale di Europa League 2014-2015 dal Napoli che vince in casa 3-1 e pareggia 0-0 a Mosca.
La stagione 2015-2016 è diventata la peggiore in tutta la storia della società moscovita. A causa di una grave crisi societaria la rosa viene molto indebolita e al termine del campionato gli azzurri per la prima volta retrocedono in seconda divisione, riuscendo tuttavia a tornare nella massima categoria l'anno seguente.

## Allenatori
- Vasilij Žitarev (1923)
- IVan Artem'ëv (1924-1926)

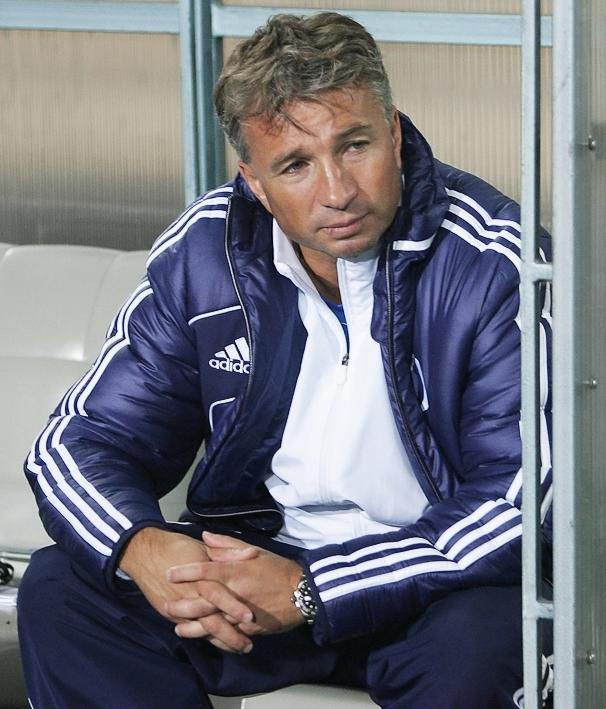
Dan Petrescu, ex allenatore del club

- Konstantin Blinkov (1927)
- Fëdor Selin (1928-1932)
- Aleksej Sokolov (1933-1934)
- Konstantin Kvašnin (1935-1936)
- Viktor Dubinin (1937; gennaio-1 luglio 1939; 31 maggio 1950-27 settembre 1951)
- Michail Tovarovskij (1938)
- Viktor Teterin (2 luglio-17 agosto 1939; 25 settembre-31 dicembre 1939)
- Lev Korčebokov (18 agosto-24 settembre 1939; 21 maggio-24 settembre 1944)
- Boris Arkad'ev (1940-20 maggio 1944)
- Michail Jakušin (21 maggio-24 settembre 1944; 25 settembre 1944-30 maggio 1950; 8 agosto 1953-1960)
- Michail Semičastnyj (28 settembre 1951-7 agosto 1953)
- Vsevolod Blinkov (1961)
- Aleksandr Ponomarëv (1962-10 maggio 1965)
- Vjačeslav Solov'ёv (11 maggio 1965-1966; 22 novembre 1980-13 maggio 1983)
- Konstantin Beskov (1967-1972; 1994-8 settembre 1995)
- Gavriil Kačalin (1973-1974)
- Aleksandr Sevidov (1975-23 febbraio 1979; 29 ottobre 1983-27 maggio 1985)
- Viktor Carëv (10 maggio-22 agosto 1979)
- Ivan Mozer (24 febbraio-9 maggio 1979; 23 agosto-31 dicembre 1979)
- Evgenij Gorjanskij (1 gennaio-24 settembre 1980)
- Adamas Golodec (25 settembre-21 novembre 1980; 19 settembre-31 dicembre 1993, 9 settembre 1995-12 giugno 1998)
- Vadim Ivanov (14 maggio-28 ottobre 1983)
- Ėduard Malafeeŭ (28 maggio 1985-31 ottobre 1987)
- Anatolij Byšovec (1 novembre 1987-11 luglio 1990)
- Semёn Al'tman (12 luglio 1990-31 marzo 1991)
- Valerij Gazzaev (1 aprile 1991-18 settembre 1993; 2000-15 aprile 2001)
- Georgij Jarcev (13 giugno 1998-18 giugno 1999)
- Aleksej Petrušin (19 giugno-10 dicembre 1999)
- Aleksandr Novikov (16 aprile 2001-6 aprile 2002)
- Viktor Prokopenko (7 aprile 2002-2 novembre 2003)
- Sergej Silkin (3-13 novembre 2003)
- Jaroslav Hřebík (14 novembre 2003-11 luglio 2004)
- Viktor Bondarenko (12 luglio-25 ottobre 2004)
- Oleg Romancev (26 ottobre 2004-16 maggio 2005)
- Andrej Kobelev (17 maggio-17 luglio 2005; 8-21 novembre 2005; 5 agosto 2006-26 aprile 2010; 13 luglio 2015-9 maggio 2016)
- Ivo Wortmann (18 luglio-7 novembre 2005)
- Jurij Sëmin (22 novembre 2005-4 agosto 2006)
- Miodrag Božović (27 aprile 2010-21 aprile 2011)
- Sergej Silkin (22 aprile 2011-7 agosto 2012)
- Dmitrij Chochlov (8-16 agosto 2012; 7 ottobre 2017-7 novembre 2019)
- Dan Petrescu (17 agosto 2012-7 aprile 2014)
- Stanislav Čerčesov (10 aprile 2014-12 luglio 2015)
- Sergej Čikišev (10 maggio-5 giugno 2016)
- Jurij Kalytvyncev (6 giugno 2016-6 ottobre 2017)
- Kirill Novikov (8 novembre 2019-29 settembre 2020)
- Aljaksandr Kul'čy (29 settembre 2020-14 ottobre 2020)
- Sandro Schwarz (14 ottobre 2020-2 giugno 2022)
- Slaviša Jokanović (17 giugno 2022-in corso)

## Giocatori

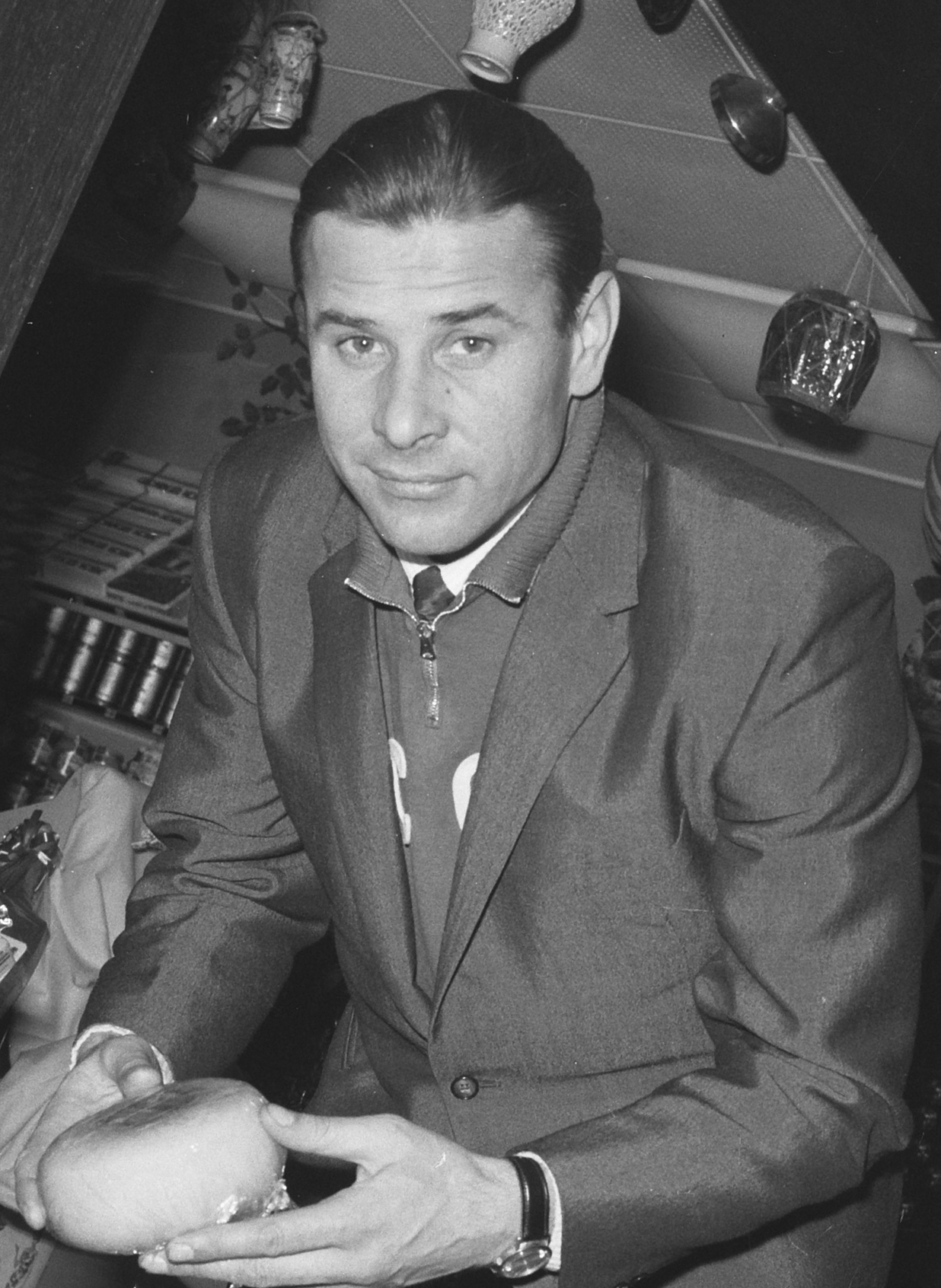
Il Pallone d'oro Lev Jašin

### Vincitori di titoli

#### Calciatori campioni continentali

##### Europa
Viktor Carëv (Francia 1960)
  Lev Jašin (Francia 1960)
  Vladimir Kesarev (Francia 1960)

#### Calciatori campioni olimpici di calcio
Lev Jašin (Melbourne 1956)
  Boris Kuznecov (Melbourne 1956)
  Vladimir Ryžkin (Melbourne 1956)
  Aleksandr Borodjuk (Seul 1988)
  Dmitrij Charin (Seul 1988)
  Igor' Dobrovol'skij (Seul 1988)
  Viktor Losev (Seul 1988)
  Igor' Skljarov (Seul 1988)
- Bronzo olimpico: 6

 Gennadij Evrjužichin (Monaco 1972)
 Andrej Jakubik (Monaco 1972)
 Vladimir Pil'guj (Monaco 1972 e Mosca 1980)
 Aleksandr Minaev (Montréal 1976)
 Valerij Gazzaev (Mosca 1980)
 Sergej Nikulin (Mosca 1980)

#### Premi individuali
- Pallone d'oro: 1

 Lev Jašin (1963)

## Palmarès

### Competizioni nazionali
- Campionato sovietico: 11

1936 (primavera), 1937, 1940, 1945, 1949, 1954, 1955, 1957, 1959, 1963, 1976
- Coppa dell'URSS: 6

1937, 1953, 1967, 1970, 1977, 1984
- Coppa di Russia: 1

1994-1995
- Supercoppa dell'URSS: 1

1977
- PFN Ligi: 1

2016-2017

### Competizioni giovanili
- Torneo Internazionale Maggioni-Righi: 1

2016

### Altri piazzamenti
- Campionato sovietico:

Secondo posto: 1936 (autunno), 1946, 1947, 1948, 1950, 1956, 1958, 1962, 1967, 1970, 1986
Terzo posto: 1952, 1960, 1973, 1975, 1990
- Coppa dell'Unione Sovietica:

Finalista: 1945, 1949, 1950, 1955, 1979
Semifinalista: 1948, 1958, 1962, 1963, 1964, 1973, 1981, 1986-1987, 1989-1990
- Supercoppa dell'Unione Sovietica:

Finalista: 1984
- Coppa delle Federazioni sovietiche:

Semifinalista: 1988, 1989
- Campionato russo:

Secondo posto: 1994, 2023-2024
Terzo posto: 1993, 1997, 2008, 2021-2022, 2023-2024
- Coppa di Russia:

Finalista: 1996-1997, 1998-1999, 2011-2012, 2021-2022
Semifinalista: 1992-1993, 1993-1994, 1995-1996, 2008-2009
- Coppa delle Coppe:

Finalista: 1971-1972
Semifinalista: 1977-1978, 1984-1985
- Coppa Intertoto UEFA:

Semifinalista: 1997

## Statistiche

### Partecipazione ai campionati

#### Unione Sovietica
| Livello | Categoria        | Partecipazioni | Debutto          | Ultima stagione | Totale |
| ------- | ---------------- | -------------- | ---------------- | --------------- | ------ |
| 1º      | Gruppa A         | 7              | 1936 (primavera) | 1941            | 55     |
| 1º      | Pervaja Gruppa   | 5              | 1945             | 1949            | 55     |
| 1º      | Klass A          | 14             | 1950             | 1962            | 55     |
| 1º      | Pervaja Gruppa A | 7              | 1963             | 1969            | 55     |
| 1º      | Vysšaja Gruppa A | 1              | 1970             | 1970            | 55     |
| 1º      | Vysšaja Liga     | 21             | 1971             | 1991            | 55     |

#### Russia
| Livello | Categoria        | Partecipazioni | Debutto | Ultima stagione | Totale |
| ------- | ---------------- | -------------- | ------- | --------------- | ------ |
| 1º      | Vysšaja Liga     | 6              | 1992    | 1997            | 24     |
| 1º      | Vysšaja Divizion | 4              | 1998    | 2001            | 24     |
| 1º      | Prem'er-Liga     | 14             | 2002    | 2015-2016       | 24     |

### Statistiche individuali
| Primatisti di presenze - 327 - Aleksandr Novikov (1975-1987) - 326 - Lev Jašin (1949-1971) - 319 - Valerij Maslov (1961-1971) - 287 - Aleksandr Machovikov (1970-1983) - 283 - Gennadij Evrjužichin (1966-1976) - 282 - Viktor Aničkin (1960-1972) - 280 - Sergej Nikulin (1971-1984) - 279 - Viktor Carëv (1955-1966) - 253 - Andrej Kobelev (1985-1992; 1994-98; 2002) - 244 - Aleksej Petrušin (1970-1981) | Primatisti di reti - 127 - Sergej Solov'ëv (1940-1952) - 91 - Konstantin Beskov (1941-1954) - 72 - Vasilij Karcev (1945-1951) - 70 - Valerij Gazzaev (1979-1985) - 68 - Igor' Čislenko (1957-1970) - 67 - Oleg Terëchin (1995-1999) - 67 - Vasilij Trofimov (1939-1953) - 63 - Vladimir Il'in (1946-1957) - 62 - Vladimir Savdunin (1946-1956) - 56 - Kevin Kurányi (2010-2015) |

## Organico

### Rosa 2025-2026
Aggiornata al 3 agosto 2025.
| N. |                     | Ruolo | Calciatore        |
| -- | ------------------- | ----- | ----------------- |
| 1  | Russia (bandiera)   | P     | Andrej Lunëv      |
| 2  | Israele (bandiera)  | D     | Eli Dasa          |
| 3  | Paraguay (bandiera) | D     | Fabián Balbuena   |
| 5  | Serbia (bandiera)   | D     | Milan Majstorović |
| 6  | Paraguay (bandiera) | D     | Roberto Fernández |
| 7  | Russia (bandiera)   | D     | Dmitrij Skopincev |
| 10 | Brasile (bandiera)  | C     | Bitello           |
| 11 | Brasile (bandiera)  | C     | Arthur Gomes      |
| 13 | Camerun (bandiera)  | C     | Moumi Ngamaleu    |
| 14 | Marocco (bandiera)  | A     | El Mehdi Maouhoub |
| 18 | Uruguay (bandiera)  | D     | Nicolás Marichal  |
| 24 | Messico (bandiera)  | C     | Luis Chávez       |

| N. |                    | Ruolo | Calciatore            |
| -- | ------------------ | ----- | --------------------- |
| 31 | Russia (bandiera)  | P     | Igor' Leščuk          |
| 34 | Georgia (bandiera) | C     | Luka Gagnidze         |
| 44 | Brasile (bandiera) | A     | Rubens                |
| 47 | Russia (bandiera)  | P     | Andrėj Kudravec       |
| 50 | Russia (bandiera)  | D     | Aleksandr Kutickij    |
| 70 | Russia (bandiera)  | A     | Konstantin Tjukavin   |
| 74 | Russia (bandiera)  | C     | Daniil Fomin          |
| 77 | Russia (bandiera)  | C     | Denis Makarov         |
| 80 | Russia (bandiera)  | D     | Stanislav Bessmertnyj |
| 88 | Russia (bandiera)  | C     | Viktor Okishor        |
| 91 | Russia (bandiera)  | A     | Jaroslav Gladyšev     |
| 93 | Uruguay (bandiera) | D     | Diego Laxalt          |